# Jean-Roger Vergnaud
Pour les articles homonymes, voir Vergnaud.
Jean-Roger Vergnaud est un linguiste français né à Valence 3 août 1945, décédé le 31 janvier 2011 à Los Angeles (États-Unis).

## Formation
Titulaire d’un diplôme d'ingénieur de l’École polytechnique (1967),  auteur d’une thèse (sous la direction de Morris Halle) sur la structure des propositions subordonnées relatives dans le cadre de la théorie standard étendue, dans laquelle il développe l’idée que les constructions relatives mettent en jeu une opération de mouvement vers une position vide générée en structure profonde. Il est aussi titulaire d’une thèse de troisième cycle sur le même sujet obtenue la même année sous la direction de Maurice Gross, sous la direction duquel, il obtient une thèse d’État en 1982.

## Carrière
Chargé de cours à l’Université de Paris 7 en 1968, puis à l'Université de Paris 8 et à l’École pratique des hautes études en sciences sociales jusqu’aux années 1980. 
Chargé de recherche au Centre national de la recherche scientifique de 1970 à 1988, il enseigne au sein de plusieurs universités dont, l’université d’Amherst, l’université de Tilbourg, l’université du Maryland. Il est membre du département de l’Université de Californie du Sud, où il enseigne jusqu'à sa mort.
Cosignataire en 1977 du manifeste du GLOW (Generative Linguistics in the Old World), il est l'auteur de nombreux articles qui jettent les bases d’un système dans lequel la phonologie ne peut être résumée par un ensemble de règles mais dérive entièrement d’un petit nombre de principes qui définissent la classe des systèmes phonologiques possibles. Il est un fervent avocat d’une approche parallèle selon laquelle certains concepts sont partagés par la syntaxe et la phonologie
Coauteur avec Morris Halle d’un ouvrage, sur un phénomène phonologique qui met en jeu des aspects syntaxiques,  il propose une analyse selon laquelle la place de l’accent tonique est déterminée par un système de règles cycliques qui interagissent avec des conditions particulières sur les structures de constituants.
Auteur de nombreux articles de syntaxe, il est aussi l'auteur d’une lettre importante en réaction à un article d'Howard Lasnik et Noam Chomsky. Il montre que les notions de cas et de gouvernement sont des notions centrales pour la formulation de la grammaire. Ces idées eurent une influence certaine sur la théorie du gouvernement et du liage (en), telle qu'elle est développée par Noam Chomsky dans les années 1980.
Ses travaux les plus récents, qui portent sur la réunification de différentes parties de la grammaire dans le cadre d’une architecture commune, ont été publiés en 2014.